# جمال وليامز (لاعب كرة قدم أمريكية)
جمال وليامز (بالإنجليزية: Jamal Williams)‏ هو لاعب كرة قدم أمريكية أمريكي، ولد في 28 أبريل 1976 في واشنطن العاصمة في الولايات المتحدة.

## وصلات خارجية
- جمال وليامز (لاعب كرة قدم أمريكية) على موقع مرجع كرة القدم المحترفة.كوم (الإنجليزية)